# Rio Içana
O rio Içana ou Isana é um curso de água que banha o estado do Amazonas, no Brasil, e a Colômbia. Nasce na Colômbia e é afluente do rio Negro.